# Ottilienkirche (Bettringen)

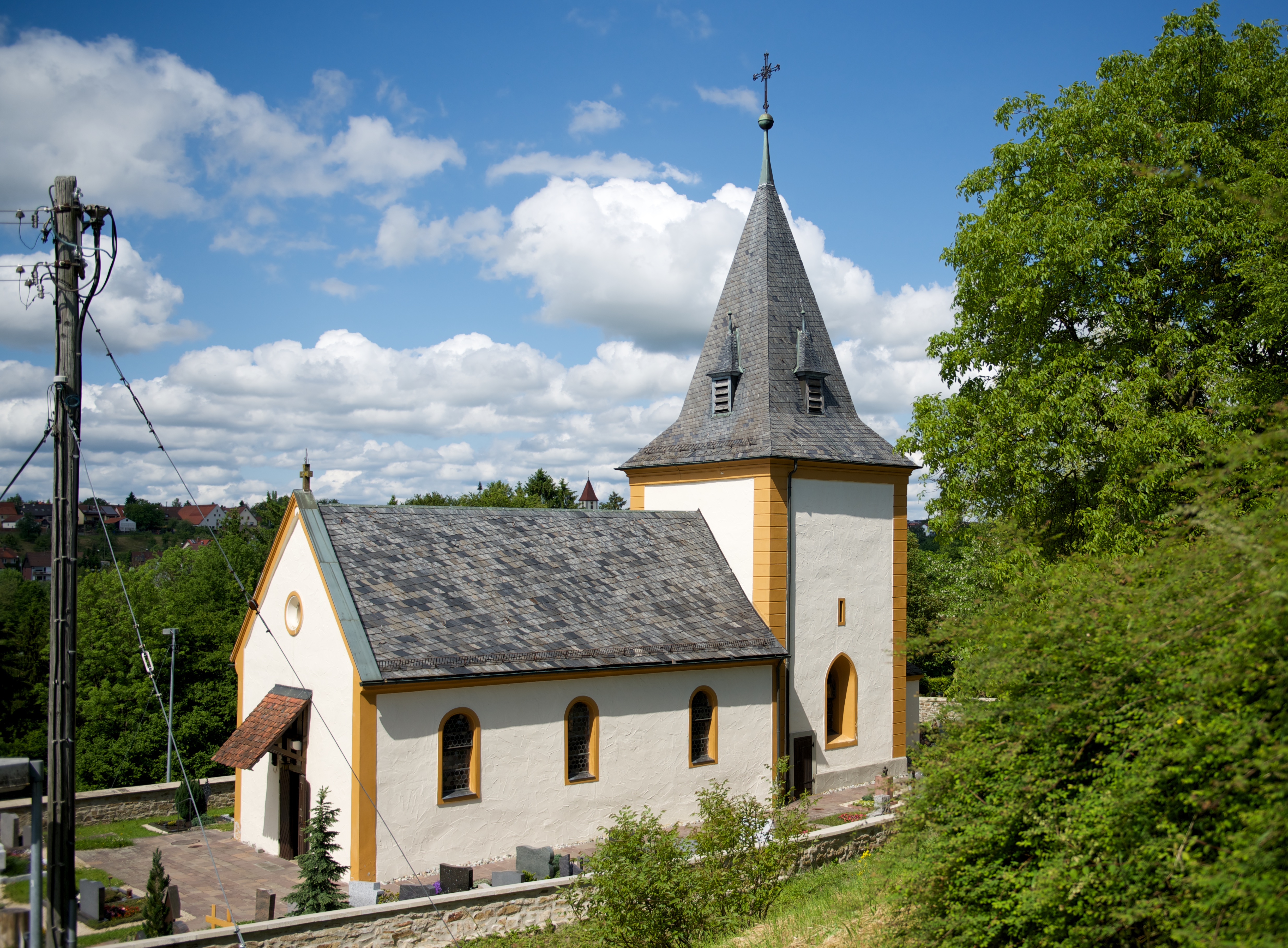
Ottilienkirche

Die Ottilienkirche (auch Kirche St. Ottilia, Holzkirche, seltener auch St. Ottilie) ist eine Wallfahrts- sowie Filialkirche der Bettringer Cyriakuskirche in Unterbettringen, einem Stadtteil von Schwäbisch Gmünd im Ostalbkreis (Baden-Württemberg). Die Ottilienkirche dient wegen des nahen Ottilienfriedhofs als Kirche der Beerdigungen. Der Friedhof befindet sich bis heute in kirchlicher Hand und soll in städtische Verwaltung übergeben werden (Stand 11/2011).

## Geschichte
Die Filialkirche St. Ottilie in Unterbettringen wurde 1358 erstmals als Holzkirche urkundlich erwähnt und ist damit die älteste Kirche Bettringens. Zur Entstehung wird die Sage erzählt, dass diese Kirche an der Kreuzung nach Waldstetten erbaut werden sollte und dafür dort das Holz schon bereitgelegt wurde. In der Nacht hätten dann Engel das Holz auf die Anhöhe östlich des Dorfes getragen, was die Dorfbewohner als Zeichen Gottes sahen und die Kirche an dieser Stelle, an der auch eine Quelle zu finden war, erbauten. Aufgrund dieser Sage ist die Kirche in Bettringen oft noch als Holzkirche bekannt. 53 Jahre später folgte 1411 die erstmalige Erwähnung des Namens Ottilienkirche. Bischof Johannes von Augsburg weihte 1478 den Altar zu Ehren der Heiligen Ottilia, Barbara und Katharina. Über 300 Jahre später erfolgte der Neubau des Langhauses im barocken Stil.
Vermutlich befand sich oberhalb des heutigen Mesnerhauses ein vorgeschichtliches, wahrscheinlich keltisches Heiligtum.
Die Kirche ist seit langer Zeit ein Wallfahrtsort, v. a. für Augenleidende. So soll der sechste Bischof der Diözese Rottenburg-Stuttgart, der Gmünder Paul Wilhelm von Keppler, nach einem Besuch der Ottilienkirche von schwerem Augenleiden geheilt worden sein.
2013 musste die denkmalgeschützte Friedhofsmauer wegen Einsturzgefahr saniert werden.

## Ausstattung

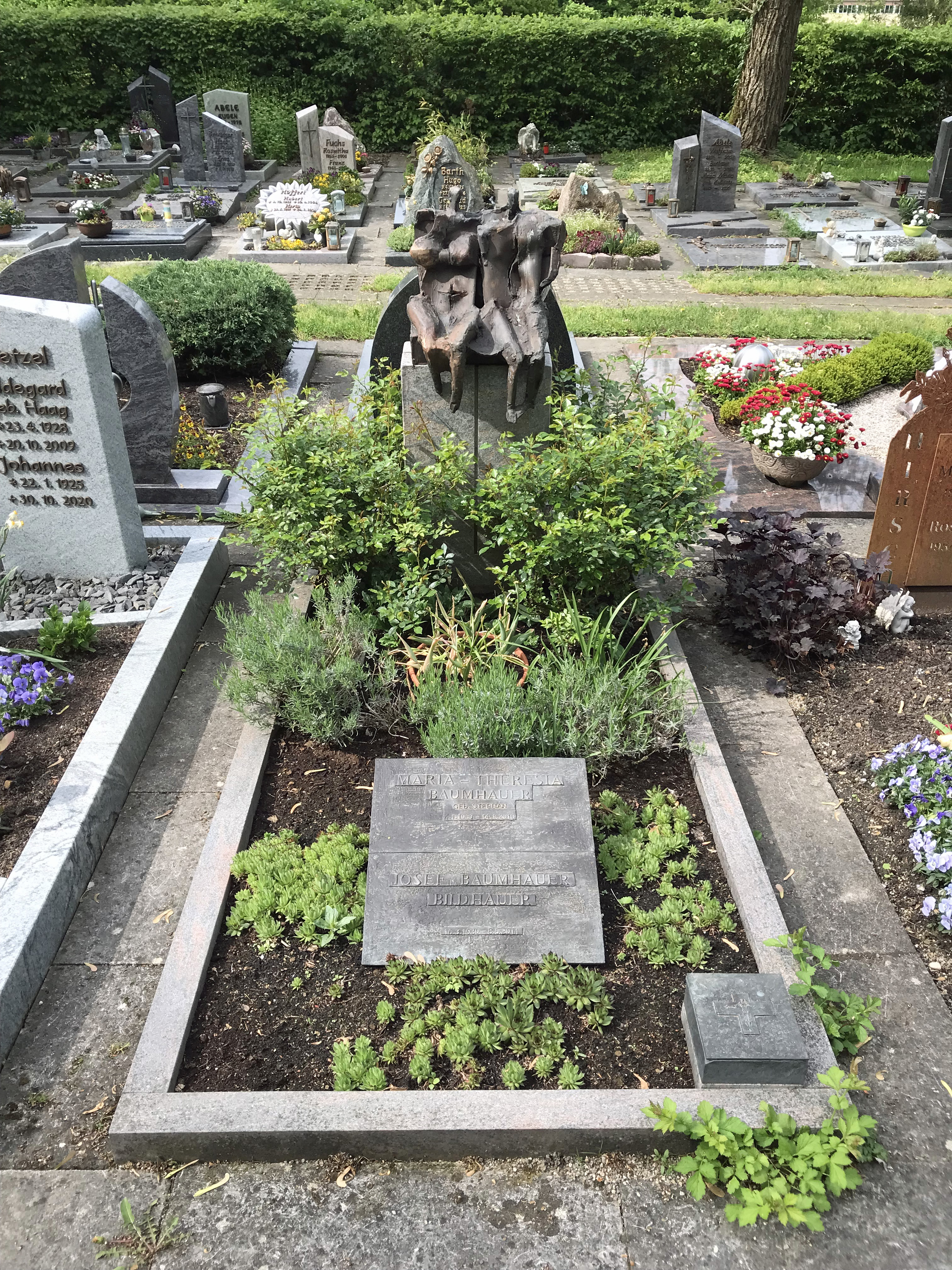
Grab von Maria-Theresia und Josef Baumhauer

Der Ottilienaltar besteht aus der Heiligenfigur (um 1500), sowie dem Flügelschrein von Alois Bühler von 1950, der Szenen aus dem Leben der Heiligen darstellt. Der Altarsockel ist von 1994 und deutet auf ein Taufkleid hin (Thema: Hülle). Der Hochaltar besteht aus fünf Figuren, einer spätgotischen Figur der Nothelferin Katharina von um 1500, einer spätgotischen Figur des heiligen Bischofs Ulrich von Augsburg von um 1500, mittig der Gottesmutter mit Kind, einer Figur der Nothelferin Barbara aus dem 18. Jahrhundert, sowie einer Figur des heiligen Patrizius. Die Glocke wurde 1502 von Pantlion Sydler in Esslingen angefertigt.
Da die ursprüngliche Figur des heiligen Leonhard gestohlen wurde, wurde diese 1994 durch einen Holzschnitt von Joachim Maria Hoppe ersetzt.
Die Orgel der Ottilienkirche ist einmanualig.
Auf dem Friedhof ist der Bildhauer Josef Baumhauer zusammen mit seiner Ehefrau Maria-Theresia bestattet.